# Digitaria ctenantha
Digitaria ctenantha là một loài thực vật có hoa trong họ Hòa thảo. Loài này được (F.Muell.) Hughes mô tả khoa học đầu tiên năm 1923.